# Ronnie Adams
Ronnie J. Adams, né le 8 mars 1916 et mort le 13 avril 2004 à Lisburn (Ulster), était un pilote de rallyes, sur circuits, et de courses de côte britannique.

## Biographie
Fils d'industriel, il passa son enfance dans le Shropshire, puis son adolescence à Pond Park House (la maison familiale irlandaise de Lisburn).
Il conduisit essentiellement sur Jaguar, puis sur Sunbeam Rapier.
Sa carrière sportive automobile s'étala sur 27 années, essentiellement sur le territoire britannique, jusqu'en 1963.

## Palmarès
- Vainqueur du rallye d'Irlande en 1936 (1re édition - équipage privé) (participation à 15 reprises dans cette épreuve, sans aucun abandon. Ce fut également sa toute dernière course de l'année 1963);
- Vainqueur du rallye Monte-Carlo en 1956 sur Jaguar Mk VII (copilote Frank E. Bigger)[1] (5e en 1959 (avec McMillen sur Sunbeam Rapier), 8e en 1955 (sur Jaguar), et 15e en 1954 (toujours sur Jaguar)).

## Participations régulières
- Dundrod Tourist Trophy (épreuve sur circuit);
- Course de côte de Craigantlet.